# Anthony Mantha
Anthony Mantha (* 16. September 1994 in Longueuil, Québec) ist ein kanadischer Eishockeyspieler, der seit Juli 2025 bei den Pittsburgh Penguins in der National Hockey League unter Vertrag steht. Im NHL Entry Draft 2013 wurde der rechte Flügelstürmer in der ersten Runde an 20. Position von den Detroit Red Wings ausgewählt, für die er anschließend etwa fünf Jahre aktiv war. Zudem spielte er etwa drei Jahre für die Washington Capitals und kurzzeitig für die Vegas Golden Knights und Calgary Flames.

## Karriere

### LHJMQ
Anthony Mantha gab in der Saison 2010/11 sein Debüt bei den Foreurs de Val-d’Or in der Ligue de hockey junior majeur du Québec (LHJMQ), wobei er jedoch nur zwei Partien absolvierte und den Rest der Spielzeit bei den Riverains du Collège Charles-Lemoy verbrachte. In der Saison 2011/12 spielte Mantha 63 Partien für die Foreurs de Val-d’Or, in denen er 22 Tore schoss und weitere 29 vorbereitete. Außerdem spielte er für die U18-Nationalmannschaft seines Heimatlandes bei der Eishockey-Weltmeisterschaft der U18-Junioren 2012, wo er sieben Partien bestritt, ein Tor erzielte und mit dem Team die Bronzemedaille gewann. In der folgenden Spielzeit wurde der Angreifer nach 89 Punkten in 67 Spielen ins Second All-Star Team der LHJMQ berufen und später im NHL Entry Draft 2013 an 20. Position von den Detroit Red Wings ausgewählt.
In der Saison 2013/14 kam Mantha mit 120 Scorerpunkten in 57 Spielen auf seine mit Abstand beste Saisonleistung und wurde daher mit der Trophée Jean Béliveau als Topscorer der Liga sowie mit der Trophée Michel Brière als MVP der regulären Saison geehrt. Mit den Foreurs de Val-d’Or gewann er in den Playoffs die Meisterschaft der LHJMQ und somit die Coupe du Président. Über den Jahreswechsel war er außerdem Teil der kanadischen U20-Nationalmannschaft, mit der er bei der Weltmeisterschaft den vierten Platz belegte und selbst ins All-Star Team berufen wurde.

### NHL
Mit Beginn der Saison 2014/15 wechselte Mantha in die Organisation der Detroit Red Wings, die ihn vorerst bei ihrem Farmteam, den Grand Rapids Griffins aus der American Hockey League (AHL), einsetzten. Im März 2016 wurde er erstmals in den NHL-Kader berufen und kam bis zum Ende der Spielzeit auf 10 Einsätze. Mit Beginn der Saison 2017/18 etablierte sich der Angreifer im Aufgebot der Red Wings und erzielte dabei 48 Scorerpunkte.
Im Rahmen der Weltmeisterschaft 2019 gab Mantha sein Debüt für die A-Nationalmannschaft seines Heimatlandes und errang dabei mit dem Team die Silbermedaille. Im November 2020 unterzeichnete er in Detroit einen neuen Vierjahresvertrag, der ihm ein durchschnittliches Jahresgehalt von 5,7 Millionen US-Dollar einbringen soll.
Nur wenig später allerdings wurde Mantha im April 2021 kurz vor der Trade Deadline an die Washington Capitals abgegeben. Im Gegenzug erhielten die Red Wings, die er somit nach etwa sieben Jahren in der Organisation verließ, Jakub Vrána, Richard Pánik, ein Erstrunden-Wahlrecht im NHL Entry Draft 2021 sowie ein Zweitrunden-Wahlrecht im NHL Entry Draft 2022. Kurz vor Ende seines noch in Detroit unterzeichneten Vertrages gaben ihn die Capitals dann im März 2024 an die Vegas Golden Knights ab und erhielten im Gegenzug ein Zweitrunden-Wahlrecht im NHL Entry Draft 2024 sowie ein Viertrunden-Wahlrecht im NHL Entry Draft 2026. In Las Vegas beendete er die Saison 2023/24 und wechselte anschließend im Juli 2024 als Free Agent zu den Calgary Flames. Nach Ablauf des Vertrags in Calgary wechselte der Flügelstürmer, erneut als Free Agent, per Einjahresvertrag zu den Pittsburgh Penguins.

## Erfolge und Auszeichnungen
| - 2013 CHL Top Prospects Game - 2013 LHJMQ Second All-Star Team - 2014 LHJMQ First All-Star Team - 2014 Trophée Jean Béliveau | - 2014 Trophée Michel Brière - 2014 Coupe-du-Président-Gewinn mit den Foreurs de Val-d’Or - 2014 CHL Player of the Year |

### International
- 2012 Bronzemedaille bei der U18-Junioren-Weltmeisterschaft
- 2014 All-Star-Team der U20-Junioren-Weltmeisterschaft
- 2019 Silbermedaille bei der Weltmeisterschaft

## Karrierestatistik
Stand: Ende der Saison 2024/25

### International
Vertrat Kanada bei:
- U18-Junioren-Weltmeisterschaft 2012
- U20-Junioren-Weltmeisterschaft 2014
- Weltmeisterschaft 2019

(Legende zur Spielerstatistik: Sp oder GP = absolvierte Spiele; T oder G = erzielte Tore; V oder A = erzielte Assists; Pkt oder Pts = erzielte Scorerpunkte; SM oder PIM = erhaltene Strafminuten; +/− = Plus/Minus-Bilanz; PP = erzielte Überzahltore; SH = erzielte Unterzahltore; GW = erzielte Siegtore; 1 Play-downs/Relegation; Kursiv: Statistik nicht vollständig)

## Persönliches
Manthas Großvater ist der vierfache Stanley-Cup-Sieger André Pronovost. Seine Großonkel sind daher Claude Pronovost, Jean Pronovost und Marcel Pronovost.